# Gnathia nubila
Gnathia nubila är en kräftdjursart som beskrevs av Hidetoshi Ota och Hiroyuki Hirose 2009. Gnathia nubila ingår i släktet Gnathia och familjen Gnathiidae. Inga underarter finns listade i Catalogue of Life.